# Duke of Devonshire (manzana)
Duke of Devonshire es una variedad cultivar de manzano (Malus domestica). 
Un híbrido de manzana donde se desconocen los parentales de procedencia. Criado en 1835 por Wilson, jardinero del duque de Devonshire en "Holker Hall", Lancashire Inglaterra. Se introdujo en los circuitos comerciales alrededor de 1875. Las frutas tienen una pulpa firme, de textura fina, bastante seca, con un rico sabor a nuez.

## Sinonimia
- "Devonshire Duke",
- "Duc de Devonshire",
- "Herzog von Devonshire",
- "Holker",
- "Holker Pippin".[4]

## Historia
'Duke of Devonshire' es una variedad de manzana, híbrido de parentales desconocidos. Criado por Wilson, jardinero jefe del duque de Devonshire en "Holker Hall", Cumbria Inglaterra (Reino Unido) en 1830. Descrito por el pomólogo británico Robert Hogg en la versión de 1860 de su "The Fruit Manual". Popular en la época eduardiana y todavía una valiosa manzana de jardín.
'Duke of Devonshire' se cultiva en la National Fruit Collection con el número de accesión: 2000-032 y Accession name: Duke of Devonshire.

## Características
'Duke of Devonshire' árbol de extensión erguida, de vigor moderadamente vigoroso, portador de espuela. Tiene un tiempo de floración que comienza a partir del 6 de mayo con el 10% de floración, para el 11 de mayo tiene una floración completa (80%), y para el 20 de mayo tiene un 90% caída de pétalos.
'Duke of Devonshire' tiene una talla de fruto medio; forma redondo con tendencia a cónico aplanado; con nervaduras muy ausentes; epidermis con color de fondo verde se vuelve dorado con la madurez, con un sobre color ausente o muy débil, importancia del sobre color ausente o muy débil, y patrón del sobre color algunas veces, un rubor pardusco pálido en el lado expuesto al sol, parches rojizos, presentando numerosas lenticelas pardo oscuras, "russeting" (pardeamiento áspero superficial que presentan algunas variedades) medio; cáliz tamaño grande y abierto, colocado en una cuenca ancha y de profundidad media con abundante "russeting"; pedúnculo medio y de grosor medio, colocado en una cavidad profunda y en forma de embudo con ligero "russeting; carne es de color crema verdoso, de grano fino, firme y crujiente cuando está recién cosechado, y se vuelve tierno y rico en almacenamiento. Después de la cosecha desarrolla un sabor a nuez y a gotas de fruta.
Listo para cosechar a principios de octubre. Se conserva bien durante cinco meses en cámaras frigoríficas.

## Progenie
'Duke of Devonshire' es el Parental-Padre de la variedades cultivares de manzana:
- Polly Prosser

## Usos
Diseñado como una manzana fresca para comer.

## Ploidismo
Diploide, aunque es auto estéril, sin embargo mejora con el polen del Grupo de polinización: C, Día 11.

## Susceptibilidades
Susceptible al mildiu, y muy resistente a la sarna del manzano.